# Grand Prix Maďarska 2002
Grand Prix Maďarska 2002 (XVIII Magyar Nagydíj), 13. závod 53. ročníku mistrovství světa jezdců Formule 1 a 44. ročníku poháru konstruktérů, historicky již 693. grand prix, se odehrál na okruhu v Budapešti.

## Výsledky
| Č   | Pozice | Jezdec               | Tým              | Kolo | Čas         | Body |
| --- | ------ | -------------------- | ---------------- | ---- | ----------- | ---- |
| 1   | 2      | Rubens Barrichello   | Ferrari          | 77   | 1:41:49.001 | 10   |
| 2   | 1      | Michael Schumacher   | Ferrari          | 77   | +0.434      | 6    |
| 3   | 5      | Ralf Schumacher      | Williams-BMW     | 77   | +13.356     | 4    |
| 4   | 4      | Kimi Räikkönen       | McLaren-Mercedes | 77   | +29.479     | 3    |
| 5   | 3      | David Coulthard      | McLaren-Mercedes | 77   | +37.800     | 2    |
| 6   | 9      | Giancarlo Fisichella | Jordan-Honda     | 77   | +1:08.804   | 1    |
| 7   | 8      | Felipe Massa         | Sauber-Petronas  | 77   | +1:13.612   |      |
| 8   | 14     | Jarno Trulli         | Renault          | 76   | +1 Kolo     |      |
| 9   | 7      | Nick Heidfeld        | Sauber-Petronas  | 76   | +1 Kolo     |      |
| 10  | 10     | Takuma Sato          | Jordan-Honda     | 76   | +1 Kolo     |      |
| 11  | 6      | Juan Pablo Montoya   | Williams-BMW     | 76   | +1 Kolo     |      |
| 12  | 12     | Olivier Panis        | BAR-Honda        | 76   | +1 Kolo     |      |
| 13  | 17     | Pedro de la Rosa     | Jaguar-Cosworth  | 75   | +2 Kola     |      |
| 14  | 25     | Allan McNish         | Toyota           | 75   | +2 Kola     |      |
| 15  | 24     | Mika Salo            | Toyota           | 75   | +2 Kola     |      |
| 16  | 23     | Mark Webber          | Minardi-Asiatech | 75   | +2 Kola     |      |
| Ret | 22     | Anthony Davidson     | Minardi-Asiatech | 58   | Bouračka    |      |
| Ret | 15     | Jenson Button        | Renault          | 30   | Bouračka    |      |
| Ret | 16     | Eddie Irvine         | Jaguar-Cosworth  | 23   | Motor       |      |
| Ret | 11     | Jacques Villeneuve   | BAR-Honda        | 20   | Převodovka  |      |